# Rubén González (pianiste)
Pour les articles homonymes, voir Rubén González et González.
Rubén González Fontanills, né à Santa Clara le 26 mai 1919 et mort à La Havane le 8 décembre 2003, est un pianiste cubain, diplômé du conservatoire de Cienfuegos (1934). Entre les années 1940 et sa retraite dans les années 1980, il joue avec les artistes les plus célèbres de Cuba, dont Paulina Álvarez, Arsenio Rodríguez, Orquesta América del 55, Orquesta Riverside et Enrique Jorrín.

## Biographie
À l'âge de six ans, il a déménagé avec sa famille à Encrucijada. Dès son plus jeune âge, il avait un penchant pour l'étude du piano. Il a étudié à Cienfuegos avec le professeur de piano Amparo Rizo. De retour à Santa Clara, il obtient son diplôme d'enseignant primaire, puis il étudie quatre ans de médecine à l'Université de La Havane mais est vite attiré par la musique.
Il enregistre avec Arsenio Rodriguez, puis rejoint l'Orquestra de los Hermanos, un groupe au sein duquel figure le percussionniste cubain Mongo Santamaría.
Dans les années 1940 et 1950, il fait partie d'un trio de pianistes virtuoses (avec Luis 'Lili' Martínez et Peruchín) qui aide à créer la base du mambo en mariant des rythmes africains avec la liberté d'improvisation du jazz.
Après une période prolongée au Panama et en Argentine, pendant laquelle il joue avec des musiciens de tango, il revient à La Havane et joue avec de nombreux groupes de cabaret.
Entre 1957 et 1961, il a travaillé au Venezuela. Il a voyagé à travers les pays d'Amérique latine. Il a enregistré un LP avec des instrumentaux de piano. Il faisait partie du Buena Vista Social Club.
Au début des années 1960, Rubén González rejoint l'orchestre d'Enrique Jorrín, l'inventeur du cha-cha-cha, et y reste jusqu'à la mort de Jorrín.
Il reprend ensuite la direction de l'orchestre mais, officiellement pour cause d'arthrite, il doit prendre sa retraite.
Après avoir effectivement déjà mis un terme à sa carrière dans les années 1980, il fait un retour en force en 1997 avec l'album « Buena Vista Social Club » produit par Ry Cooder et le documentaire de 1999 de Wim Wenders du même nom , qu'il réalise également en Europe et fait des États-Unis une célébrité. Avec Ry Cooder, Compay Segundo, Ibrahim Ferrer, Eliades Ochoa et Omara Portuondo. Il sort ensuite Introducing, Ruben González, puis Indestructible, (Egrem, 1998), Estrellas De Areito, (Eden, 1999), et Chanchullo (2000).
Il donne ses derniers concerts au Mexique et à Cuba en 2002. Par la suite, son arthrose ainsi que des problèmes pulmonaires et rénaux l'ont finalement contraint à mettre fin à sa carrière. Après avoir été cloué au lit pendant une longue période, il meurt le 8 décembre 2003 dans sa maison de La Havane, à 84 ans.

## Discographie
- 1977: Rubén González (Areito) (Réédité en 1999 sous le titre Indestructible en CD (EGREM) et LP (Areito))
- 1997: Introducing... Rubén González (World Circuit)
- 2000: Rubén González and Friends (EGREM)
- 2000: Chanchullo (World Circuit)

### Participations
Avec Noneto Cubano de Jazz
- 1964: Jazz Cuba (Areito/Palma) (Réédité 2000 sous le titre Sentimiento en CD (EGREM))

Avec Estrellas de Areito
- 1979: Los héroes (Areito)

Avec Afro-Cuban All Stars
- 1997: A Toda Cuba Le Gusta (World Circuit)

Avec Buena Vista Social Club
- 1997: Buena Vista Social Club (World Circuit)
- 2008: Buena Vista Social Club at Carnegie Hall (World Circuit)
- 2015: Lost and Found (World Circuit)

Avec Raúl Planas
- 1999: Son inconcluso (EGREM)
- 2000: Dos grandes (EGREM)

### Compilations
- 2004: Todo sentimiento (Yemayá)
- 2006: The Essential Rubén González (Manteca)